# 42523 Раґаццілеонардо
42523 Раґаццілеонардо (42523 Ragazzileonardo) — астероїд головного поясу, відкритий 6 березня 1994 року.
Тіссеранів параметр щодо Юпітера — 3,446.